# Brasparts
 Brasparts  (en bretón Brasparzh) es una población y comuna francesa, situada en la región de Bretaña, departamento de Finisterre, en el distrito de Châteaulin y cantón de Pleyben.

## Demografía
| 1591 | 1469 | 1189 | 1115 | 1003 | 1018 |
| Para los censos de 1962 a 1999 la población legal corresponde a la población sin duplicidades (Fuente: INSEE [Consultar]) |      |      |      |      |      |